# Джаббаров Ісмаїл
Ісмаїл Джаббаров (нар. 19 березня 1932, кишлак Ісфана, тепер Ляйлякського району Баткенської області, Киргизстан) — радянський узбецький державний діяч, 1-й секретар Бухарського обласного комітету КП Узбекистану. Кандидат у члени ЦК КПРС у 1986—1988 роках. Депутат Верховної Ради Узбецької РСР. Депутат Верховної Ради СРСР 11-го скликання.

## Життєпис
У 1954 році закінчив Ташкентський інститут інженерів залізничного транспорту.
У 1954—1958 роках — помічник машиніста тепловоза, бригадир, інженер, майстер комплексної бригади, заступник начальника локомотивного депо, в 1958—1963 роках — начальник відділу Каганського відділення Середньоазіатської залізниці, начальник локомотивного депо станції Каган.
Член КПРС з 1959 року.
У 1963—1965 роках — секретар партійного комітету Каганського районного промислово-виробничого управління Бухарської області.
У 1965—1969 роках — 2-й секретар Каганського районного комітету КП Узбекистану Бухарської області.
У 1969—1977 роках — завідувач відділу Бухарського обласного комітету КП Узбекистану.
У 1972 закінчив заочну Вищу прартійну школу при ЦК КПРС.
У 1977—1982 роках — інструктор відділу організаційно-партійної роботи ЦК КПРС.
У 1982 — січні 1984 року — 2-й секретар Навоїйського обласного комітету КП Узбекистану.
4 січня 1984 — 19 (22) жовтня 1988 року — 1-й секретар Бухарського обласного комітету КП Узбекистану.
19 жовтня 1988 року звільнений з посади «як такий, що скомпрометував себе» і того ж дня заарештований співробітниками прокуратури СРСР в автомобілі на вулиці Ташкента. Звинувачений у хабарництві. Доставлений в Москву і поміщений у СІЗО № 4 МВС СРСР.
6 березня 1990 року суд виніс виправдувальний вирок і звільнив Ісмаїла Джаббарова з-під варти в залі засідання.
Потім — на пенсії.

## Нагороди
- орден Трудового Червоного Прапора
- два ордени «Знак Пошани»
- медалі